# Gli occhi di Heisenberg
Gli occhi di Heisenberg è un romanzo breve di fantascienza dello scrittore Frank Herbert, pubblicato nel 1966.
In Italia è stato tradotto per la prima volta nel 1971 da Roberta Rambelli per la Casa Editrice La Tribuna nella collana "Galassia". È poi uscito nel gennaio 1995 nella traduzione di Carlo Borriello presso l'editore Fanucci nella collana "Biblioteca di Fantascienza".
Il romanzo parla dell'impatto negativo di una società statica e dei problemi che essa comporta.

## Trama
(Gli occhi di Heisenberg, cap. 1, p. 30, ed. Fanucci)
In un futuro lontano, una classe dominante di umani geneticamente modificati ottiene l'equivalente dell'immortalità mediante l'uso di droghe. Questa classe dominante tiene l'intera società in stasi mediante la manipolazione genetica del genoma umano, eliminando ogni sorta di mutazione spontanea dello stesso. Come se non bastasse, solo poche persone attentamente selezionate hanno la possibilità di riprodursi. Tuttavia nelle megalopoli si sviluppano dei movimenti clandestini ed appare una razza di cyborg, opposta agli immortali.
(Gli occhi di Heisenberg, cap. 1, p. 30, ed. Fanucci)